# Alphonse Mandonda
Alphonse Mandonda, född 5 december 1950, är en friidrottare från Kongo-Brazzaville. Han deltog vid olympiska sommarspelen 1972 och olympiska sommarspelen 1984.